# 小林龍二
小林 龍二（こばやし りゅうじ、1997年1月6日 - ）は、日本の元歌手、元俳優。東京都出身。スターダストプロモーション制作3部に所属していた。同社の若手男性アーティスト集団EBiDANの元メンバーであり、音楽ユニットDISH//の元メンバーである。DISH//では2016年までアーティスト名・RYUJIを用いた。2018年3月13日をもってDISH//を脱退、スターダストプロモーションとの契約を終了した。

## 略歴
小学2年生のときにスカウトされて現事務所に入所し、ダンスチームに参加。中学2年生のときにDISH//が結成され、ベースとラップ担当、およびダンスリーダーを受け持つ。2018年3月13日にDISH//脱退と共に事務所との契約も終了。
2019年2月、YouTubeチャンネル「山田と鈴木の仲間たち」初回放送時に『龍二』名義でメンバーとして参加した。

## 出演

### 映画
- 寄り添う（2014年）- ケイ 役
- サブイボマスク（2016年） - 佐吉 役[5]
- 勝手にふるえてろ（2017年） - 木村駿 役

### テレビドラマ
- 緋の十字架（2005年1月、東海テレビ） - 大河内浩一 役

### その他のテレビ番組
- CatChat（2005年1月、BS-i）
- ピラメキーノ「子役恋物語」（2011年3月 - 4月、テレビ東京）[6]
- 関内デビル（2017年4月3日 - 2018年3月 、テレビ神奈川） - MC [7]

### ミュージック・ビデオ
- 柴咲コウ「Glitter」（2005年）
- ヒャダイン「笑いの神様が降りてきた!」（2013年）

### モデル
- 本田技研工業「東京モーターショー」 PVモデル（2005年）
- 中萬学院 広告モデル（2010年）
- STAR WARS BB-8 BACKPACK BOOK 表紙モデル（2016年）